# Meppen (Adelsgeschlecht)

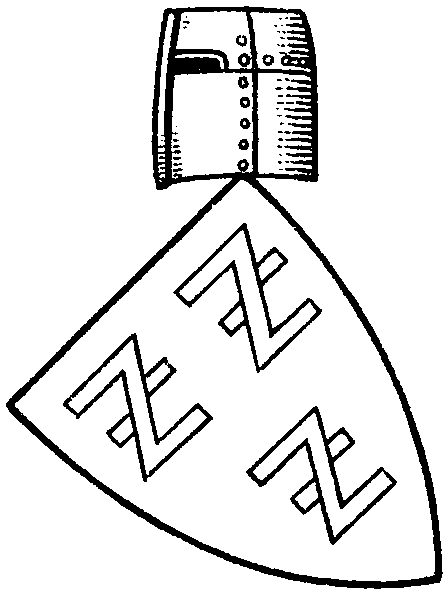
Stammwappen derer von Meppen im Wappenbuch des Westfälischen Adels

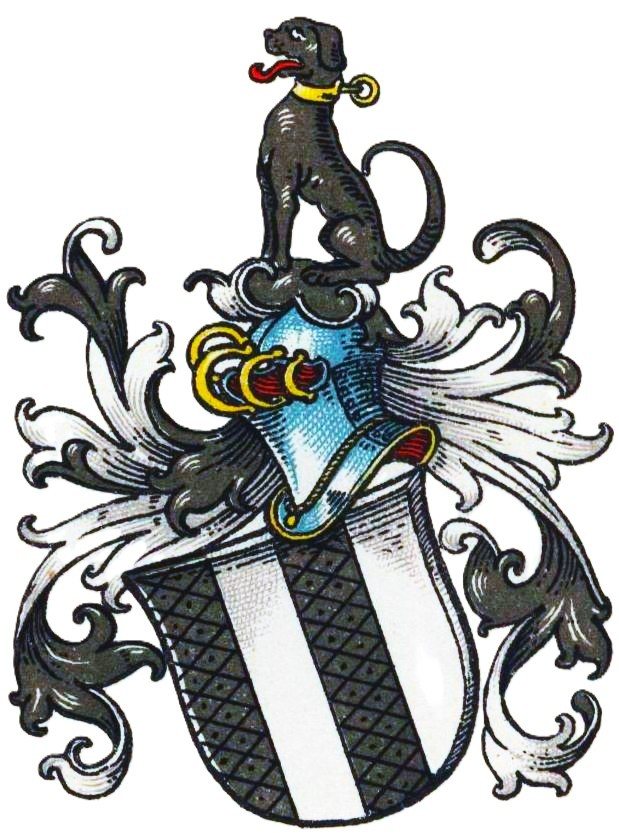
Wappen derer von Meppen zu Meppenburg im Wappenbuch des Westfälischen Adels

Meppen (lat. de Meppis) ist der Name eines erloschenen westfälisch-niedersächsischen Patrizier- und Adelsgeschlechts.

## Geschichte
Das Geschlecht stammt dem Namen nach aus Meppen, heute Kreisstadt des Landkreises Emsland in Niedersachsen. Später gehörte die Familie zum Patriziat der Stadt Osnabrück.
Heinrich von Meppen war 1221–1248 Domherr zu Osnabrück. Ein späterer Heinrich von Meppen war um 1274 Schöffe und Gottfried von Meppen 1358 officialis archidiac. Osnaburg. 1357 besiegelte Henrich von Meppen mit dem unten beschriebenen Stammwappen der Familie eine Urkunde des Klosters Gertrudenberg in Osnabrück. Kord von Meppen wurde 1360 vom Osnabrücker Bischof Johann II. Hut mit einem Zehnten auf dem Hümmling belehnt.
1442 wurde der Osnabrücker Cord van Meppen mit Gütern in den Kirchspielen Badbergen, Ankum und Alfhausen belehnt. Vermutlich war er es, der den Adelssitz Gut Meppenburg, heute ein Baudenkmal in Alfhausen-Heeke, begründete und bezog. Mit der Gründung der Meppenburg legten sich die von Meppen zu Meppenburg ein neues Wappen zu.
Hinrich Meppis war 1507 Osnabrücker Domvikar.
Im 16. Jahrhundert findet sich die Familie auch in Livland. Conrad von Meppen hatte aus seiner Ehe mit Adelheid vom Grunde einen Sohn namens Otto von Meppen, der 1571 Ratsherr, 1579 Bürgermeister und 1583 Burggraf von Riga wurde. Er war Besitzer von Rummelshof (Romla) bei Riga und verstarb ab 30. April 1596. Nach seinem Ableben fiel der Hof an die Krone Schwedens.
Bis zuletzt wohnte die Familie auf Gut Meppenburg. Die Letzte des Geschlechts war Anna von Meppen († nach 1. Mai 1629), Tochter von Heinrich von Meppen zu Meppenburg, die 1594 mit Henrich von Schade († 1623) verheiratet war.

## Persönlichkeiten
- Johannes von Meppen († 1510), Titularbischof in Laodicea und Weihbischof in Münster

## Wappen
- Blasonierung des Stammwappens: Drei (2:1) Wolfsangeln, jeweils wie der Buchstabe „Z“ geformt. Tingierung und Helmzier sind unbekannt.[1]
- Blasonierung des Wappens der Linien zu Meppenburg und Livland: Von Schwarz und Silber dreimal gespalten. Auf dem Helm mit schwarz-silbernen Helmdecken eine schwarze (teilweise auch von Silber und Schwarz gespaltene) sitzende Bracke mit goldenem Halsband mit goldenen Ring.[1]